# Civo

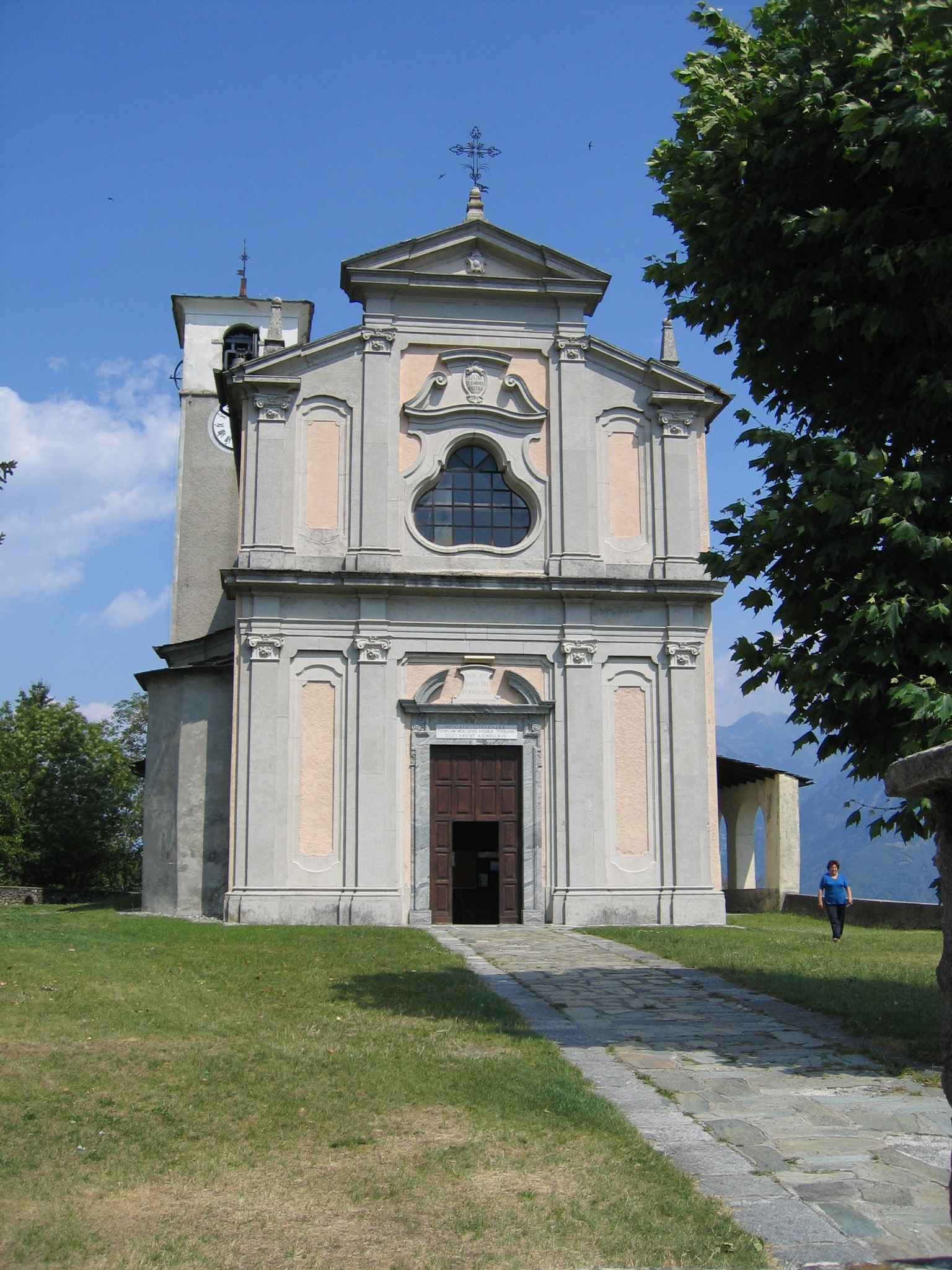
Pfarrkirche Sant’Andrea

Civo ist eine italienische Gemeinde mit 1108 Einwohnern (Stand 31. Dezember 2023) in der Provinz Sondrio in der Lombardei.

## Geographie
Civo hat eine Fläche von 25 km² und besteht aus 23 Fraktionen. Der Gemeindesitz liegt im Ortsteil Serone. Die Nachbargemeinden sind Ardenno, Dazio, Mello, Morbegno, Novate Mezzola, Traona und Val Masino.

## Sehenswürdigkeiten
- Kollegiatkirche San Bartolomeo in der Fraktion Caspano, erbaut im 12. Jahrhundert, restauriert 1527 und im 18. Jahrhundert.
- Propsteikirche San Giacomo in der Fraktion Roncaglia, erbaut 1654 und geweiht 1674.
- Pfarrkirche Sant’Andrea in der Fraktion Civo, 15. Jahrhundert, restauriert 1697.
- Pfarrkirche Santa Caterina in der Fraktion Cevo.

## Einzelnachweise

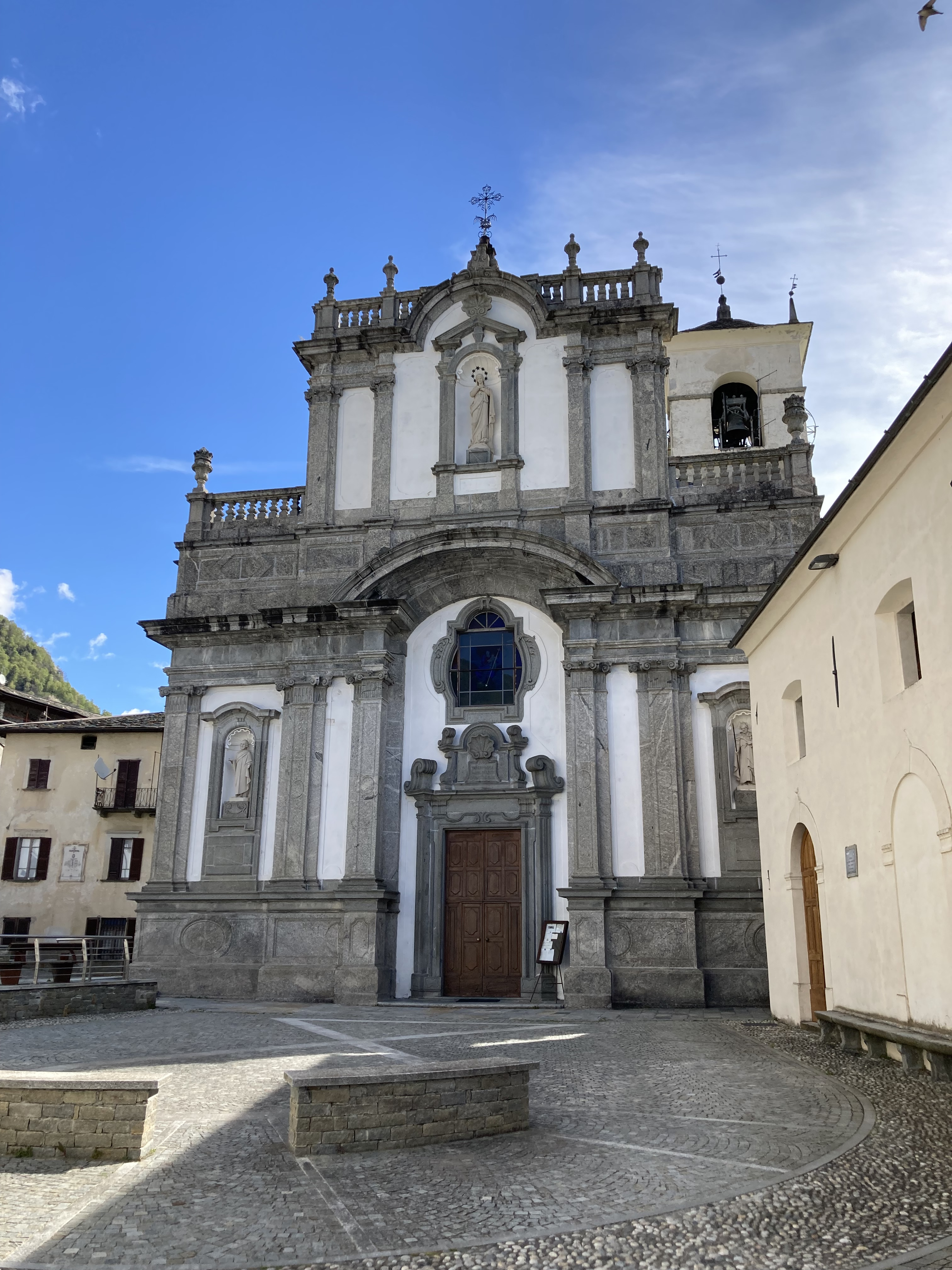
San Bartolomeo in der fraktion Caspano